# 第2の情報システム部門
第2の情報システム部門（だいにのじょうほうシステムぶもん）とは、企業情報システムを利用するユーザー企業が顧客に対してITサービスを提供するIT事業を主担当とする情報システム部門の事を指す。

## 概要
従来、企業情報システムを利用するユーザー企業は基幹系システム等の社内情報システムの開発、運用を推進する情報システム部門をIT組織と位置付けていた。これは電算部から発展した経緯から、本社機能の情報システム機能を担う組織と考えられている。一方、ITの高度化に伴い、企業は顧客接点領域のシステム化により顧客に対してITサービスを提供したり、自社製品・サービスとITを融合させた新しいサービスを展開するようになった。後者は一般的な第1の情報システム部門と区別するために第2の情報システム部門と呼ばれている。
2016年現在、ユーザー企業に複数のIT組織が存在する事は一般的であり、利用部門やシステム領域、製品・サービス等のドメイン毎にIT組織を設置する傾向にあり、第1、第2というのは組織数ではなく機能による違いを指している。近年、金融や製造業のIT化に伴い、第2の情報システム部門の役割が重要になっている。
企業の情報システム部門の役割は以下の2つに大別される。
第1の情報システム部門
基幹系システム等の社内情報システムの開発、運用を主担当とする部門（本社機能の情報システム部門）
第2の情報システム部門
顧客向け情報システムの構築、ITサービスの提供、IT製品の開発、保守を主担当とする部門（事業機能の情報システム部門）
例えば、金融サービスや自動車等のIT化は第2の情報システム部門、そこから得られる膨大な情報の管理、利用は第1の情報システム部門といった具合である。
銀行では、近年、ユーザーサイドの目線から利用しやすいシステムを開発したいという趣旨があり、融資営業経験者をシステム部に配属させるケースも多い。
メガバンクなどでは、大規模開発となるため、関係会社のシンクタンクに分離・独立する動きも出てきている。